# Angle Lake (Tren Ligero de Seattle)
Angle Lake es una estación elevada ubicado en el barrio de SeaTac de la línea Central Link del Tren Ligero de Seattle. La estación es la terminal del sistema y es administrada por Sound Transit. La estación se encuentra localizada en Broadway Street en Seattle, Washington.  La estación de Angle Lake fue inaugurada el 24 de septiembre de 2016.

## Descripción
La estación Angle Lake cuenta con 1 plataforma central.
| Nivel de la plataforma | Norte                                                       | ← Central Link hacia la Universidad de Washington (SeaTac/Aeropuerto) |
| Nivel de la plataforma | Plataforma central, puertas abren en la derecha o izquierda |                                                                       |
| Nivel de la plataforma | Norte                                                       | ← Central Link hacia la Universidad de Washington (SeaTac/Aeropuerto) |
|                        | Nivel de la calle                                           | Máquinas de ticket, edificio de estacionamiento                       |

## Conexiones
La estación es abastecida por las siguientes conexiones: 
- King County Metro Transit.